# Scymnus coosi
Scymnus coosi är en skalbaggsart som beskrevs av Hatch 1961. Scymnus coosi ingår i släktet Scymnus och familjen nyckelpigor. Inga underarter finns listade i Catalogue of Life.